# Teodora Injac
Teodora Injac (en serbio cirílico: Теодора Ињац) (Belgrado, 26 de mayo de 2000) es una ajedrecista serbia que ostenta el título de Maestra Internacional (MI). Obtuvo el título de Gran Maestra Femenina (WGM) en 2021 y el de MI en 2023.

## Carrera
Ganó el Campeonato Femenino de Ajedrez de Serbia en 2018, 2019 y 2020. Llegó a ser la jugadora más joven en ganar el Campeonato Femenino de Ajedrez de Serbia.
Ganó la medalla de bronce en el Campeonato Mundial de Ajedrez de la Juventud celebrado en Porto Carras, un resor de Sitonia (Grecia) en 2018.
A los 17 años entró a formar parte del equipo nacional femenino de Serbia y ha llegado a representar a su país en cuatro Campeonatos de Europa de Ajedrez por Equipos, en 2017, en Quersoneso (Grecia); en 2019, en Batumi (Georgia); en 2021, en Brezice (Eslovenia); y en 2023, en Budva (Montenegro).
En el Campeonato Europeo de Ajedrez por Equipos de 2023 se hizo con la medalla de oro por la mejor actuación en el primer tablero (7/9,RP:2596), lo que le ha valido la primera norma de GM. Es la primera ajedrecista serbia que ha logrado una norma de GM.
Representó a Serbia en las Olimpiadas de ajedrez de 2018, en Batumi (Georgia), y en la edición de 2022, en Chennai (India).
Se clasificó para la Copa del Mundo de Ajedrez Femenino de 2021. donde, cabeza de serie 63ª, derrotó a Dina Belenkaya 2-0 en la primera ronda, antes de ser derrotada por la 2ª cabeza de serie Katerina Lagno 0,5-1,5 en la segunda ronda.
En la Copa del Mundo Femenina de Ajedrez 2023 celebrada en Bakú (Azerbaiyán), derrotó a Nurai Sovetbekova por 2-0 en la primera ronda antes de derrotar a Sophie Milliet con el marcador de 1,5-0,5 en la segunda ronda. En la tercera ronda, pasó a derrotar a la ganadora de la Copa del Mundo de Ajedrez Femenino 2021 y excampeona del mundo de ajedrez femenino Aleksandra Kosteniuk con el marcador de 3-1. En la cuarta ronda, fue eliminada por Polina Shuvalova con un resultado de 0,5-1,5.
Injac ganó el Campeonato de Europa Femenino de 2025, celebrado en la isla de Rodas, en Grecia.